# نادي النهضة (العراق)
نادي النهضة الرياضي هو فريق كرة قدم عراقي مقره في الكرادة الشرقية، بغداد، يلعب في الدوري العراقي الدرجة الثالثة.

## التاريخ الإداري
- صباح عبد الجليل
- سعدي توما
- جاسم حميد
- جبار حميد
- ناصر نومي
- سلطان غافل
- فاضل اللعيبي

## روابط خارجية
- نادي النهضة على Goalzz.com
- أندية العراق - تواريخ التأسيس